# Tectaria subfuscipes
Tectaria subfuscipes är en ormbunkeart som först beskrevs av Tag., och fick sitt nu gällande namn av C. M. Kuo. Tectaria subfuscipes ingår i släktet Tectaria och familjen Tectariaceae. Inga underarter finns listade.